# Kościół Świętych Apostołów Piotra i Pawła w Sędziszowie
Kościół Świętych Apostołów Piotra i Pawła w Sędziszowie – rzymskokatolicki kościół parafialny znajdujący się w mieście Sędziszów, w województwie świętokrzyskim. Należy do dekanatu sędziszowskiego diecezji kieleckiej.
Obecny murowany kościół został wzniesiony w latach 1771-1786 przez właścicielkę Sędziszowa, Urszulę z Morstinów Dembińską i starostę rogowskiego Stanisława Oraczewskiego. W 1786 roku budowla została konsekrowana przez biskupa Jana z Dębowej Góry Dembowskiego w 1786 roku. W 1901 roku ówczesny proboszcz ksiądz Piotr Waśkiewicz zauważył rysy w murach świątyni. W kwietniu 1902 roku zawaliło się sklepienie kościoła. Ksiądz Waśkiewicz dzięki dobrowolnym datkom wyremontował świątynię. W 1904 roku spaliły się: dach, dzwonnica i plebania. Ksiądz Waśkiewicz musiał ponownie odbudowywać kościół. W związku z tym, z oryginalnej późnobarokowej świątyni dotrwały do dziś boczne ściany nawy i fasada. W dniu 25 kwietnia 1914 roku kościół został konsekrowany przez biskupa Augustyna Łosińskiego.
Budowla posiada ołtarz główny i dwa boczne wzniesione w stylu rokokowym. W ołtarzu głównym jest umieszczony obraz Matki Bożej w typie Santa Maria Maggiore. Dwa ołtarze boczne noszą wezwania Chrystusa na krzyżu i świętej Anny. W kościele znajdują się również epitafia marmurowe z XVIII – XIX wieku upamiętniające kolatorów oraz malowidła ścienne przedstawiające sceny z życia Chrystusa i Matki Bożej, wizerunki świętych i sceny biblijne.

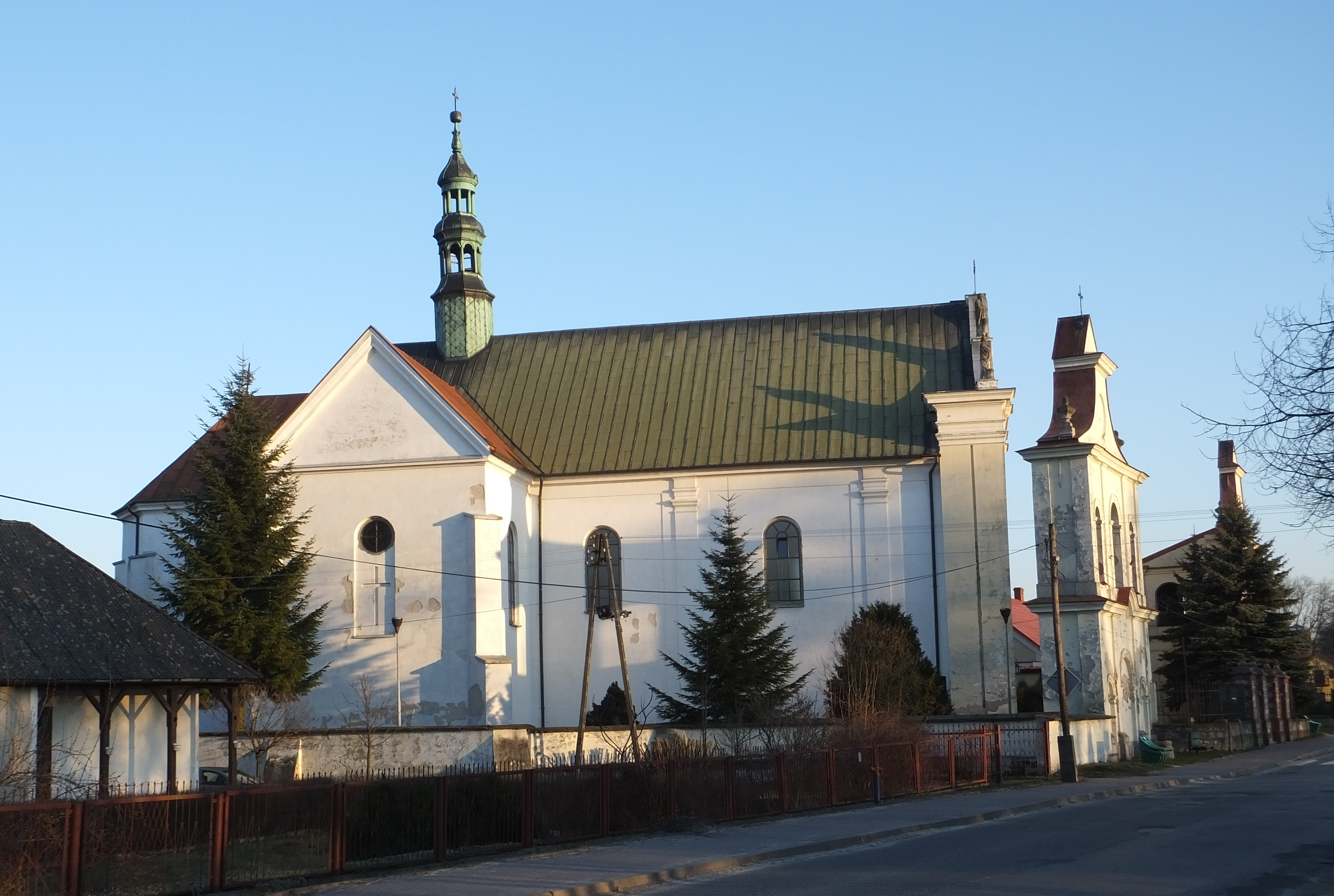
Kościół Świętych Apostołów Piotra i Pawła w Sędziszowie.